# Ignace Tax
Ignace Tax, geboren als Ignaz Tax (* 9. April 1909 in Wien; † 7. oder 8. Jänner 1977 in Perpignan) war ein österreichisch-französischer Fußballspieler und -trainer, der während eines Großteils seiner Karriere in Frankreich gearbeitet und auch die französische Staatsangehörigkeit erworben hat. Entgegen der Behauptung einiger Quellen hat er allerdings nie international für Österreich gespielt, schon gar nicht im „Wunderteam“ und auch nicht in der Wiener Auswahl.

## Stationen als Spieler

### In Österreich und der Schweiz
Ignace Tax, über dessen Leben, insbesondere seine Kinder- und Jugendzeit sowie die Jahre ab 1950, abschnittsweise wenig bekannt ist, begann bei den Meidlinger Sportfreunden mit dem Fußballsport, die am Ende der Saison 1926/27 in die österreichische II. Liga aufstiegen. Von 1927 bis Ende des Jahres 1930 stand er beim SC Wacker Wien unter Vertrag, mit dem er in der I. Liga wie folgt abschnitt: 1927/28 auf Platz 4 (sechs Tax-Treffer), 1928/29 Zehnter (drei Tore) und 1929/30 auf Platz 8 mit fünf eigenen Torerfolgen. In der Saison 1930/31 spielte er nur während der Hinrunde für Wacker, wechselte dann zur First Vienna. Dort scheint er seit Anfang 1931 aber weder in der Meisterschaft – der Klub wurde im Sommer des Jahres österreichischer Meister – noch im gewonnenen Mitropafinale 1931 zum Einsatz gekommen zu sein, sondern lediglich im Landespokalwettbewerb (März bis Mai 1931), wo für ihn vier Einsätze mit zwei Toren feststellbar sind.
1931 folgte er seinem ehemaligen Wackeraner Mitspieler Karl Rappan in die Schweiz, wo Letzterer als Spielertrainer bei Servette Genf arbeitete. In der folgenden Saison wurde Tax mit Servette Schweizer Meister; im Berner Endspiel am 2. Juli 1933 erzielte er beim 3:2 über die Grasshoppers Zürich einen Treffer. Diesen Erfolg konnte der Klub 1933/34 wiederholen; die Meisterschaft wurde diesmal in einer Liga, der Nationalliga, ausgespielt. Im Schweizer Cupfinal 1934 zog Servette allerdings gegen die Grasshoppers mit 0:2 den Kürzeren. Tax, der weiterhin Stammspieler war, gehörte auch in der Folgesaison zum Genfer Kader, obwohl der Klub erhebliche finanzielle Probleme hatte und die Gehaltszahlungen nur unregelmäßig eintrafen.

### In Frankreich
Am 4. Juli 1935 tauchte Ignaz Tax – lediglich mit einem Besuchervisum ausgestattet – beim Zweitligisten AS Saint-Étienne auf, bei der er dann die nächsten 15 Jahre sein Geld verdienen sollte. Noch vor Beginn der Saison befand Saint-Etiennes englischer Traimer Thomas „Teddy“ Duckworth, olympischer Silbermedaillengewinner mit der Schweiz 1924 und Vorgänger von Rappan bei Servette, Tax sei einer der besten Mittelstürmer Europas. Er sprach sogar von einem der 10 besten Spielern des Kontinents und setzte ihn mit Max Abegglen gleich. Er sollte nicht enttäuschen und traf bis Saisonschluss 1935/36 an der Seite des naturalisierten Jugoslawen Yvan Beck 20 Treffer Ein Jahr später standen 17 weitere Tore auf seinem Konto. Die Saison 1937/38 beendete der Klub als Tabellenzweiter hinter Le Havre AC und stieg in die erste Liga auf.
Der Neuling schlug sich 1938/39 – der letzten Spielzeit vor Ausbruch des Zweiten Weltkrieges – sehr achtbar und schloss die Saison als Tabellenvierter ab; Tax gelangen auch auf diesem Niveau 16 Treffer, womit er Platz fünf der Torjägerliste belegte. Die Anhänger der Verts bejubelten insbesondere sein Tor des Tages beim 1:0-Sieg über das „große OM“. Knapp ein Jahr später folgte für den längst Ignace gerufenen Tax allerdings ein bitterer Lebensabschnitt: vermutlich anlässlich des deutschen Einmarsches in Frankreich (1940) wurde er gefangen genommen – ob als Soldat oder als „Reichsdeutscher“, ist nicht bekannt – und bis zum Jahreswechsel 1941/42 in Belgien inhaftiert. Anschließend kehrte er nach Saint-Étienne zurück, spielte wieder Fußball bei der ASSE und schoss in der Rückrunde 1941/42 noch elf Tore; 1942/43 gelang ihm sogar noch ein Ligatreffer mehr. 1943 erklärte Saint-Étiennes Präsident Pierre Guichard Ignace Tax, der seine Mitspieler inzwischen zusätzlich auch trainierte, Jean Snella und zwei weitere Spieler zu Angestellten seiner Firma Casino, um das vom Vichy-Regime beschlossene Professionalismus- und Ausländerverbot zu umgehen und diese Spieler in der Coupe de France einsetzen zu können. Die vier Spieler wurden daraufhin vom französischen Fußballverband FFF auf Lebenszeit gesperrt, nach der Befreiung Frankreichs 1945 aber begnadigt. In der letzten Kriegssaison erzielte Tax noch vier Ligatreffer und arbeitete anschließend nur noch als Trainer.

## Der Trainer Tax
Als Trainer der Verts hätte Ignace Tax gleich in der Saison 1945/46 beinahe den Meistertitel gewonnen, doch „auf der Zielgerade“ kassierten seine Kicker am 1. Mai 1946 beim unmittelbaren Tabellennachbarn Lille Olympique eine Niederlage, die mit 0:8 auch noch besonders heftig ausfiel, und wurden so nur Vizemeister. In den folgenden vier Jahren machte Tax aus der Not, dass der Verein finanziell notorisch klamm war, eine Tugend und baute um einige Routiniers wie Kader Firoud etliche junge Spieler in die Ligamannschaft ein, von denen Antoine Cuissard und René Alpsteg auch gleich zu Nationalspielern wurden. In der Liga reichte es allerdings nur für die Plätze 11, 4, 8 und erneut 11.
Im Juli 1950 kehrte der Ex-Präsident und Großsponsor Pierre Guichard ins Amt zurück und entließ Ignace Tax; an dessen Stelle rückte sein ehemaliger Mitspieler Jean Snella, seit 1948 Trainer der Amateurelf, der sich bis dahin geweigert hatte, den von ihm sehr geschätzten Österreicher ins Abseits zu drängen. Erst sehr viel später erfuhr dieser in Saint-Étienne eine Würdigung seiner Arbeit: heute ist nahe dem Stade Geoffroy-Guichard eine Straße, die allée Ignace Tax, nach ihm benannt. Wohin es Tax ab dem Sommer 1950 gezogen hat, ist bisher nur sehr punktuell zu ermitteln; spätestens ab der Hinrunde der Saison 1951/52 war er Trainer beim ASA Vauzelles, einem kleinen Verein in einer kleinen Gemeinde im Département Nièvre in der geographischen Mitte Frankreichs (→ Varennes-Vauzelles). Dort blieb er mindestens bis Ende 1952, vielleicht aber auch viel länger. 1954/55 war er bei der Jeune Garde Athlétique Nivernaise, einem Amateurverein im selben Departement tätig. Darüber hinaus ist erst wieder sein Todesdatum bekannt.

## Stationen

### Als Spieler
- 1927 bis 1930: SC Wacker Wien
- 1931: First Vienna
- 1931 bis 1935: Servette Genf
- 1935 bis 1943: AS Saint-Étienne

### Als Trainer
- 1945 bis 1950: AS Saint-Étienne
- 1954/55: Jeune Garde Athlétique Nivernaise